# Kseniya Kovalenko
Kseniya Kovalenko est une joueuse de volley-ball azérie d’origine biélorusse née le 21 novembre 1986 à Biaroza  (Biélorussie). Elle mesure 1,90 m et joue au poste de centrale. Elle totalise 91 sélections en équipe d'Azerbaïdjan.

## Clubs
| Club                      | De        | À         |
| ------------------------- | --------- | --------- |
| Azerrail Bakou            | 2003-2004 | 2008-2009 |
| Lokomotiv VK              | 2009-2010 | 2010-2011 |
| Parme Volley Girls        | 2011-2012 | 2011-2012 |
| Azəryol VK                | 2013-2014 | 2014-2015 |
| Azerrail Bakou            | 2015-2016 | 2015-2016 |
| Beşiktaş İstanbul         | jan 2017  | mai 2017  |
| Leningradka               | 2017-2018 | 2017-2018 |
| Generika-Ayala Lifesavers | jan 2019  | …         |

## Palmarès

### Équipe nationale
- Ligue européenne
  - Vainqueur : 2016.

### Clubs
- Championnat d'Azerbaïdjan
  - Vainqueur : 2004, 2005, 2006, 2007, 2008, 2016.
  - Finaliste : 2014.
- Challenge Cup
  - Finaliste : 2011.